# Dark Ages (album)
Albums de Soulfly
Prophecy
(2004) Conquer
(2008)
Dark Ages est le cinquième album du groupe de metal Soulfly sorti en 2005.

## Pochette
La pochette de l'Album a été illustrée par Michael Whelan.

## Liste des titres
1. The Dark Ages – 0:48
2. Babylon – 3:53
3. I and I – 3:15
4. Carved Inside – 3:35
5. Arise Again – 4:10
6. Molotov – 1:57
7. Frontlines – 4:34
8. Innerspirit – 5:15
9. Corrosion Creeps – 4:26
10. Riotstarter – 5:00
11. Bleak – 4:56
12. (The) March – 1:18
13. Fuel the Hate – 4:12
14. Staystrong – 8:13
15. Soulfly V – 10:50